# Eyalet di Kanje
L'eyalet di Kanije (in turco Eyalet-i Kanije; in ungherese Kanizsai ejálet; in croato Kaniški ejalet) fu un'unità amministrativa dell'Impero ottomano formata nel 1600 e rimasta in vigore sino al crollo del governo ottomano nell'Europa centrale dopo il 1686 (nominalmente al 1699).

## Storia
L'eyalet di Kanije venne istituito ufficialmente nel 1600 dopo che la città di Kanije venne catturata agli Asburgo. Questa nuova area conquistata venne unita al territorio dell'eyalet di Zigetvar, che era stato costituito nel 1596 dall'unione di alcuni sanjak della provincia di Budin (che era stato espanso come risultato delle conquiste territoriali ottomane durante la Guerra dei Quindici anni) e dell'Eyalet di Bosnia. L'Eyalet di Kanije rimase in auge sino alla riconquista della città di Kanije da parte delle forze asburgiche nel 1690. Venne formalmente ceduta alla monarchia austriaca col Trattato di Karlowitz nel 1699.

## Geografia antropica

### Suddivisioni amministrative
| Nel 1600, l'Eyalet di Kanije comprendeva: - sanjak di İstolni Belgrad (Székesfehérvár) - sanjak di Peçuy (Pécs) - sanjak di Pojega (Požega) | I sanjak dell'eyalet di Kanije Eyalet nel XVII secolo erano: 1. sanjak di Siget 2. sanjak di Kopan 3. sanjak di Valiova 4. sanjak di Sokolofja | Successivamente essi vennero espansi come segue: - sanjak di Zigetvar (Szigetvár) - sanjak di Kopan (Törökkoppány) - sanjak di Valpuva (Valpovo) - sanjak di Siklos (Siklós) - sanjak di Nadaj (Mecseknádasd) - sanjak di Balatin (Beltinci) |